# Mühlau (Alemania)
Mühlau es un municipio situado en el distrito de Sajonia Central, en el estado federado de Sajonia (Alemania), a una altitud de 329 metros. Su población a finales de 2016 era de unos 2000 habitantes y su densidad poblacional, 260 hab/km².